# Diocesi di Ferns
La diocesi di Ferns (in latino Dioecesis Fernensis) è una sede della Chiesa cattolica in Irlanda suffraganea dell'arcidiocesi di Dublino. Nel 2023 contava 110.593 battezzati su 125.605 abitanti. È retta dal vescovo Gerard Nash.

## Territorio
La diocesi comprende la maggior parte della contea irlandese di Wexford e porzioni delle contee di Wicklow e Carlow.
Sede vescovile è la città di Enniscorthy, dove si trova la cattedrale di Sant'Aidano.
Il territorio è suddiviso in 49 parrocchie.

## Storia
La fondazione della diocesi di Ferns (Fearna) è attribuita all'anno 598, quando Brandubh, re di Uí Cinsealaigh (Hy Kinsellagh), cedette un terreno a sant'Aidano, patrono della diocesi, per l'edificazione di una chiesa. Aidano fu il primo vescovo. Non tutti coloro che guidarono la Chiesa di Ferns furono vescovi, alcuni di loro furono soltanto abati; i vescovi portarono i titoli di Ferns, di Hy Kinsellagh o di Wexford, che si riferiscono tutti alla stessa sede.
Nel IX e X secolo, Ferns fu attaccata e saccheggiata in almeno otto occasioni dai Vichinghi. Fino al 1111 la Chiesa irlandese era strutturata in insediamenti monastici, ognuno con un proprio territorio e una propria giurisdizione. Nel sinodo di Rathbreasail del 1111 fu stabilita la diocesi di Ferns o Wexford entro i confini attuali.
Dopo la Riforma protestante di Enrico VIII d'Inghilterra si iniziò un lungo periodo di difficoltà per i cattolici, in un clima di persecuzione. Alexander Devereux, sebbene fosse stato consacrato scismaticamente, fu confermato vescovo dalla regina Maria II. Nel 1581 sei cattolici di Wexford furono martirizzati: saranno beatificati il 27 ottobre 1992. Il vescovo Peter Power fu privato delle rendite della mensa vescovile e morì in esilio nel 1588. Dopo la sua morte la sede rimase vacante fino al 1624. A metà del XVII secolo anche il vescovo Nicholas French fu costretto all'esilio a Gand, dove morì.
Durante l'episcopato di Ambrose O'Callaghan incominciò il periodo delle leggi penali irlandesi, che imponevano gravi restrizioni ai cattolici. Il suo successore Nicholas Sweetman fu imprigionato due volte per "slealtà". Un sacerdote della diocesi di Ferns, John Dixon, deportato in Australia per fellonia, divenne nel 1804 il primo prefetto apostolico d'Australia.
I vescovi del periodo successivo alla Riforma vissero tutti a Wexford, finché nel 1809 la residenza vescovile fu trasferita a Enniscorthy con il permesso della Santa Sede. Nello stesso anno fu iniziata la costruzione di una cattedrale nella nuova sede vescovile. La maggior parte delle chiese della diocesi è stata costruita dopo l'emancipazione dei cattolici del 1829.
Nella seconda metà del XIX secolo si distingue l'episcopato di Micheal Warren, che condusse una crociata contro l'alcolismo e fondò nel 1876 l'Associazione cattolica per l'astinenza totale.

## Cronotassi dei vescovi
Si omettono i periodi di sede vacante non superiori ai 2 anni o non storicamente accertati.
- Sant'Aidano † (598 - 31 gennaio 632 deceduto)
- Dacua † (? - 652 deceduto)
- Tuenoch Mac Fintan † (? - 662 deceduto)
- Coman † (662 - 675 deceduto)
- Maldogar † (? - 676 o 677 deceduto)
- Dirath † (? - circa 691 deceduto)
- San Moling † (691 - 17 giugno 697 deceduto)
- Killan I † (? - 714 deceduto)
- Arectach MacCuanagh † (? - 737 deceduto)
- MacColgan † (? - 744 deceduto)
- Reodaigh † (? - 758 deceduto)
- Dubernracht MacFergus † (? - 776 deceduto)
- Finnachta † (? - 794 deceduto)
- Killan II † (? - 814 deceduto)
- Dermot † (? - 868 deceduto)
- Laigdene † (? - 937 deceduto)
- Flathguss † (? - 944 deceduto)
- Finacht MacLachlan † (? - 956 deceduto)
- Carbre MacLaigdnen † (? - 965 deceduto)
- Conan MacCathan † (? - 975 deceduto)
- Conn O'Laigdnen † (? - 996 deceduto)
- Cornelius O'Laigdnen † (? - 1043 deceduto)
- Dermod O'Rudican † (? - 1048 deceduto)
- Murchad O'Laigdnen † (? - 1062 deceduto)
- Flan O'Corboy †
- Fogdath O'Haurecain †
- Nelan MacDonegan †
- Ugair O'Laigdnen † (? - 1085 deceduto)
- Cairbre O'Kearney † (? - 1095 deceduto)
- Kellach O'Colman † (? - 1117 deceduto)
- Carthagh O'Maelgebry †
- Melisa O'Cathan †
- Roderick O'Trassy †
- Brigdin O'Cathlan † (? - 1155 dimesso)
- Joseph O'Hethe † (? - 1185 deceduto)
- Albin O'Molloy † (1186 - 1223 deceduto)
- John Saint John † (1223 - 1243 deceduto)
- Geoffrey Saint John † (1243 - 1258 deceduto)
- Hugh de Lamport † (10 luglio 1258 consacrato - 23 maggio 1282 deceduto)
- Richard de Northampton † (13 giugno 1282 - 13 gennaio 1303 deceduto)
- Simon Hernesby † (22 giugno 1304 - 1º settembre 1304 deceduto)
- Robert Walrand † (1305 - 17 novembre 1311 deceduto)
- Adam de Northampton † (1312 - 29 ottobre 1346 deceduto)
- Hugh de Saltu Salmonis † (1347 - 1347 deposto)
- Geoffrey Grosseld, O.E.S.A. † (5 marzo 1347 - 22 ottobre 1348 deceduto)
- John Esmond † (1349 - 1349 deposto)
- William Charnels, O.P. † (19 aprile 1350 - luglio 1362 deceduto)
- Thomas Den † (20 febbraio 1363 - 27 agosto 1400 deceduto)
- Patrick Barrett † (10 dicembre 1400 - 10 novembre 1415 deceduto)
- Robert Whitty † (16 febbraio 1418 - ? dimesso)
- John Purcell I † (4 ottobre 1457 - 1479 deceduto)
- Lawrence Neville † (26 ottobre 1479 - circa 1503 deceduto)
- Edmund Comerford † (1505 - aprile 1509 deceduto)
- Nicholas Comyn † (3 agosto 1509 - 13 aprile 1519 nominato vescovo di Waterford e Lismore)
- John Purcell II † (13 aprile 1519 - 20 luglio 1539 deceduto)
- Alexander Devereaux, O.Cist. † (14 dicembre 1539 consacrato - 1560 deceduto)
  - Sede vacante (1560-1582)
- Peter Power † (27 aprile 1582 - 15 dicembre 1587 deceduto)
  - Sede vacante (1582-1624)
- John Roche I † (29 aprile 1624 - 9 aprile 1636 deceduto)
  - Sede vacante (1636-1645)
- John Roche II † (6 febbraio 1645 - 1645 dimesso)
- Nicolas Franch † (1645 - 23 agosto 1678 deceduto)
- Luke Wadding † (23 agosto 1678 succeduto - 1692 deceduto)
  - Sede vacante (1692-1697)
- Michael Rossiter † (1º luglio 1697 - 1709 deceduto)
- John Verdon † (14 settembre 1709 - 1728 deceduto)
- Ambrose O'Callaghan, O.F.M.Ref. † (26 settembre 1729 - 8 agosto 1744 deceduto)
- Nicholas Sweetman † (25 gennaio 1745 - 19 ottobre 1786 deceduto)
- James Caulfield † (19 ottobre 1786 succeduto - 14 gennaio 1814 deceduto)
- Patrick Ryan † (14 gennaio 1814 succeduto - 9 marzo 1819 deceduto)
- James Keating † (9 marzo 1819 succeduto - 7 settembre 1849 deceduto)
- Myles Murphy † (27 novembre 1849 - 13 agosto 1856 deceduto)
- Thomas Furlong † (9 gennaio 1857 - 12 novembre 1875 deceduto)
- Michael Warren † (14 marzo 1876 - 22 aprile 1884 deceduto)
- James Browne † (8 luglio 1884 - 21 giugno 1917 deceduto)
- William Codd † (7 dicembre 1917 - 12 marzo 1938 deceduto)
- James Staunton † (10 dicembre 1938 - 27 giugno 1963 deceduto)
- Donald J. Herlihy † (30 ottobre 1964 - 2 aprile 1983 deceduto)
- Brendan Oliver Comiskey, SS.CC. † (4 aprile 1984 - 6 aprile 2002 dimesso)
  - Sede vacante (2002-2006)[1]
- Denis Brennan (1º marzo 2006 - 11 giugno 2021 ritirato)
- Gerard Nash, dall'11 giugno 2021

## Statistiche
La diocesi nel 2023 su una popolazione di 125.605 persone contava 110.593 battezzati, corrispondenti all'88,0% del totale.
| anno | popolazione | popolazione | popolazione | presbiteri | presbiteri | presbiteri | presbiteri                | diaconi | religiosi | religiosi | parrocchie |
| anno | battezzati  | totale      | %           | numero     | secolari   | regolari   | battezzati per presbitero | diaconi | uomini    | donne     | parrocchie |
| ---- | ----------- | ----------- | ----------- | ---------- | ---------- | ---------- | ------------------------- | ------- | --------- | --------- | ---------- |
| 1950 | 92.639      | 98.421      | 94,1        | 158        | 143        | 15         | 586                       |         | 41        | 530       | 42         |
| 1970 | 80.000      | 84.000      | 95,2        | 157        | 142        | 15         | 509                       |         | 50        | 496       | 42         |
| 1980 | 83.300      | 87.500      | 95,2        | 153        | 138        | 15         | 544                       |         | 46        | 458       | 48         |
| 1990 | 99.000      | 103.000     | 96,1        | 151        | 138        | 13         | 655                       |         | 32        | 286       | 48         |
| 1999 | 98.000      | 107.000     | 91,6        | 145        | 133        | 12         | 675                       |         | 12        | 195       | 49         |
| 2000 | 98.000      | 107.000     | 91,6        | 146        | 135        | 11         | 671                       |         | 11        | 200       | 49         |
| 2001 | 98.000      | 107.000     | 91,6        | 142        | 130        | 12         | 690                       |         | 22        | 201       | 49         |
| 2002 | 100.446     | 109.446     | 91,8        | 136        | 127        | 9          | 738                       |         | 19        | 190       | 49         |
| 2003 | 99.267      | 108.267     | 91,7        | 134        | 126        | 8          | 740                       |         | 18        | 186       | 49         |
| 2004 | 99.723      | 108.850     | 91,6        | 137        | 129        | 8          | 727                       |         | 17        | 181       | 46         |
| 2006 | 100.208     | 108.179     | 92,6        | 131        | 121        | 10         | 764                       |         | 18        | 178       | 49         |
| 2011 | 100.800     | 145.800     | 69,1        | 126        | 109        | 17         | 800                       |         | 23        | 146       | 49         |
| 2016 | 100.412     | 114.517     | 87,7        | 116        | 105        | 11         | 865                       |         | 17        | 134       | 49         |
| 2019 | 100.679     | 126.277     | 79,7        | 107        | 100        | 7          | 940                       |         | 11        | 118       | 49         |
| 2021 | 111.772     | 123.134     | 90,8        | 100        | 95         | 5          | 1.117                     | 1       | 9         | 110       | 49         |
| 2023 | 110.593     | 125.605     | 88,0        | 89         | 88         | 1          | 1.242                     | 1       | 4         | 72        | 49         |